# (9336) Альтенбург
9336 Альтенбург — астероид главного пояса, открыт 15 января 1991 года Фраймутом Бёрнгеном. Назван в честь немецкого города Альтенбург.